# Nasu no Yoichi

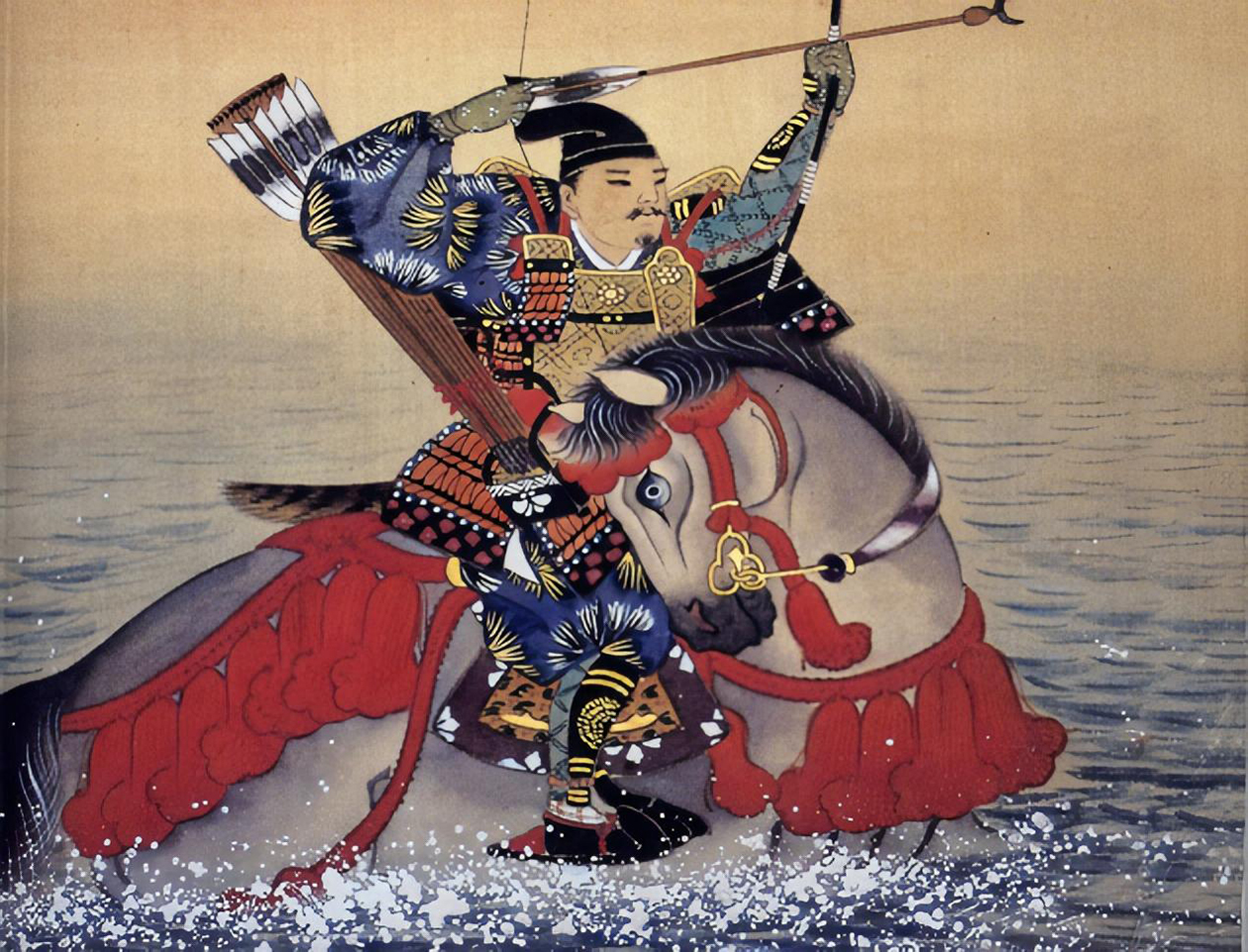
Nasu no Yoichi.

Nasu no Yoichi (那須与一) (c. 1169-c. 1232) fue un samurái de final de la era Heian que debe su celebridad a un incidente ocurrido en las guerras Genpei relatado en el Heike Monogatari.
El 22 de marzo de 1185, durante el curso de la batalla naval de Yashima, los Taira habían colocado un abanico en lo alto del mástil de uno de sus barcos, proclamando que protegía a la embarcación de las flechas, y retaban a los guerreros a derribarlo. Cabalgando con su caballo sobre las olas, y pese al balanceo que agitaba el barco, Nasu consiguió abatir el abanico de una sola flecha.
Después de las guerras Genpei, el nuevo shōgun Minamoto no Yoritomo le recompensa haciéndole daimyō del castillo de Tottori, pero acaba perdiendo esta posición después de ser derrotado por Kagetoki Kajiwara en una competición de caza. Abandona entonces la provincia de Echigo, y, después de la muerte de Yoritomo, pasa a ser un monje budista en el seno de la secta Jōdo Shinshū.
Se cree que muere en 1232, a la edad de 64 años, en el curso de una ceremonia en Kōbe en honor a los muertos de las guerras Genpei.

## En la Cultura Popular

### Manga
- Como protagonista en el manga, y posterior adaptación de anime, de Drifters (escrito e ilustrado por Kōta Hirano), en donde es trasladado a un mundo paralelo donde unirá fuerzas con Shimazu Toyohisa y Oda Nobunaga, y otros personajes históricos, para derrotar al Rey Oscuro y sus Ends.